# Xysticus pellax
Xysticus pellax là một loài nhện trong họ Thomisidae.
Loài này thuộc chi Xysticus. Xysticus pellax được Octavius Pickard-Cambridge miêu tả năm 1894.